# Zvezda (base lunar)
Zvezda, (em russo: звезда ou "estrela"), também chamada de Base Lunar DLB foi a designação de um projeto soviético (1962 a 1974), de construir uma base lunar tripulada, como sucessora do programa lunar tripulado, N1-L3.
A unidade principal da base era o módulo habitacional, constituído de 9 módulos distintos interconectados cada um deles levados à Lua separadamente. Cada módulo iria constituir um setor da base, como: de controle, laboratório, suporte à vida, medicina e armazenamento entre outros. Cada módulo teria 8,6 m de comprimento por 3,3 de diâmetro pesando 18 toneladas.

## Imagens
- Os módulos chegando à Lua
- Os módulos sendo separados dos motores
- Os módulos sendo posicionados e acoplados
- Visão geral da base